# Uzelle
Uzelle település Franciaországban, Doubs megyében. Lakosainak száma 187 fő (2022. január 1.). Uzelle Cubry, Abbenans, Bournois, Fontenelle-Montby, Gondenans-Montby és Nans községekkel határos.

## Népesség
A település népessége az elmúlt években az alábbi módon változott:
| Lakosok száma | 172  | 180  | 182  | 154  | 168  | 171  | 172  | 175  | 179  | 187  |
|               | 1968 | 1982 | 1990 | 2006 | 2013 | 2015 | 2017 | 2019 | 2020 | 2022 |